# 職業訓練指導員 (広告美術科)
職業訓練指導員 (広告美術科)（しょくぎょうくんれんしどういん こうこくびじゅつか）は、職業訓練指導員免許のうちの1つ。厚生労働省管轄。

## 受験資格
- 職業訓練指導員免許の受験資格と試験免除を参照。広告美術仕上げ技能士の保有者など。

## 試験科目
学科試験
1. 指導方法（職業訓練原理、教科指導法、訓練生の心理、生活指導及び職業訓練関係法規）
2. 関連学科

- 系基礎学科
  - マーケティング論（市場調査、仕様及び積算）
  - デザイン（デザイン史、構成、色彩、造形、図案、製図）
  - 材料及び加工法（色彩用材料、加工用材料、加工法、各種材料）
  - 安全衛生（安全管理、衛生管理）
- 専攻学科
  - 広告美術（広告物の定義、企画及び表現、関係法規）
  - 施工法（広告物の製作及び取付法、ディスプレイの製作及び施工法）

実技試験
1. 広告物製作
2. 広告物施工